# Nasaltus philippinarum
Nasaltus philippinarum är en skalbaggsart som först beskrevs av Heinrich Bickhardt 1914.  Nasaltus philippinarum ingår i släktet Nasaltus och familjen stumpbaggar. Inga underarter finns listade i Catalogue of Life.